# 克里斯汀·柯斯嘉德
克里斯汀·马瑞恩·柯斯嘉德（Christine Marion Korsgaard，1952.4.9-），美国哲学家，主要学术领域包括：道德哲学、康德哲学史、道德哲学、形而上学、心灵哲学、人格同一性理论、人格关系、规范性等。柯斯嘉德曾在耶鲁大学、加州大学圣巴巴拉分校和芝加哥大学任教。自1991年开始，她一直担任哈佛大学教授，目前是“亚瑟·金斯利·波特”哲学教授。柯斯嘉德出版了一系列捍卫康德道德理论的著作，被誉为“当代最重要的道德哲学家之一”。

## 生平
柯斯嘉德最先在东伊利诺伊大学读书两年，之后转到伊利诺伊大学攻读文学硕士，并在哈佛大学攻读博士学位，从师约翰·罗尔斯。2004年，柯斯嘉德在伊利诺伊大学获得了人文学博士学位柯斯嘉德是伊利诺斯州布鲁斯穆尔市的Homewood-Flossmoor高中的1970届校友。 
1996年，柯斯嘉德出版了《规范性的来源》一书，这是她“坦纳人类价值观讲座”的修订讲稿。另外，她还出版了关于康德道德哲学和康德主义现代道德哲学的研究论文集——《创造目的王国》。2002年，她成为了第一位在牛津大学举办“约翰·洛克讲座”的女学者，之后汇集成她最近的一本书《自我构成：行动者、身份与诚实》。
2001年，柯斯嘉德当选为美国文理科学院特别会员，并于2015年当选为英国科学院院士。

## 哲学观点
在《规范性的来源》一书中，柯斯嘉德从康德的道德理论出发，对哲学史中主流的伦理学观点（主要包括格劳秀斯、普芬多夫和霍布斯为代表的唯意志论，内格尔、威廉姆斯为代表的实在论，以及休谟、密尔等人的情感理论）加以批判考察，尝试为道德的规范效力找到一个最终的、确定无疑的基础。她认为，一个好的道德理论应该具备解释/证成的完备性，它不仅在第三人称视角上是合乎理性的，而且要在第一人称视角上是被行动者本人亲身认同的。康德的自律理论符合这种要求，符合绝对命令的道德准则是真实存在的（在这个意义上它符合程序性的实在论），而且也具有理性权威立法的结果（也符合普芬多夫的唯意志论）。而且这种道德规范基于公共语言，所以可以被所有理性存在者接受，不存在绝对的私人语言。

## 主要著述

### 出版物
- (2009) Self-Constitution: Agency, Identity, and Integrity, Oxford University Press.
- (2008) The Constitution of Agency, Oxford University Press.
- (1996a) The Sources of Normativity, New York: Cambridge University Press, ISBN 0-521-55059-9.
- (1996b) Creating the Kingdom of Ends, New York: Cambridge University Press, ISBN 0-521-49644-6.

### 文章
- (1986) "Skepticism about Practical Reason," The Journal of Philosophy 83 (1): 5-25.  (Reprinted in as ch.11 in Korsgaard (1996b), pp. 311–334.)
- (1997) "The Normativity of Instrumental Reason", ch. 8 in Garrett Cullity & Berys Gaut (eds.) Ethics and Practical Reason, Oxford: Clarendon Press, pp. 215–54.  (Reprinted with Afterword in Korsgaard (2008), pp. 27–69.)